# هنريكي دا سيلفا غوميز
هنريكي دا سيلفا غوميز (20 أغسطس 1982 في البرازيل - ) هو لاعب كرة قدم برازيلي في مركز الدفاع. لعب مع بوتافوغو ريغاتاس وستاد ريمس ونادي بوفيه ونادي روان ونادي غرونوبل وCSO Amnéville ‏ ونادي بيزنسون ‏ وBX Brussels ‏ وAndirá Esporte Clube ‏.

## وصلات خارجية
- هنريكي دا سيلفا غوميز على موقع قاعدة بيانات كرة القدم.إي يو (الإنجليزية)